# Klavdia Papadopoulou
Klavdia Papadopoulou (grekiska: Κλαυδία Παπαδοπούλου), mer känd under artistnamnet Klavdia, född 2002 i Asprópyrgos, är en grekisk sångare. Hon representerade Grekland i Eurovision Song Contest 2025 med låten "Asteromata" där den slutade på sjätte plats.

## Diskografi

### EPs
- Klavdia - 2024